# Katkus
Katkus ist ein litauischer männlicher Familienname.

## Weibliche Formen
- Kattkė (neutral)
- Katkutė (ledig)
- Katkuvienė (verheiratet)

## Personen
- Juozapas Algirdas Katkus (1936–2011),  Politiker, Mitglied des Seimas
- Donatas Katkus  (* 1942), Musiker, Professor,  Dirigent
- Tomas Katkus (* 1987), Politiker und Bürgermeister von Telšiai
- Valdemaras Katkus (* 1958), Politiker und Diplomat, Mitglied des Seimas